# Ulay
Ulay (nascido Frank Uwe Laysiepen, em alemão: [fʁaŋk ˈuːvə laɪˈziːpn̩]; Solingen, 30 de novembro de 1943 - Ljubljana, 2 de março de 2020) foi um artista alemão com sede em Amsterdã e Lubliana, que recebeu reconhecimento internacional por sua arte Polaroid e arte de performance colaborativa com a companheira de longa data Marina Abramović.

## Início de carreira
No início dos anos 70, lutando com seu senso de "germanidade"  Ulay se mudou para Amsterdã, onde começou a experimentar o meio da Polaroid. Renais sense (1974), uma série de colagens autorreflexivas e autobiográficas, apresentava representações visuais evidentes de um gênero construído  que eram considerados escandalosos e controversos na época.

## Trabalha com Marina Abramović

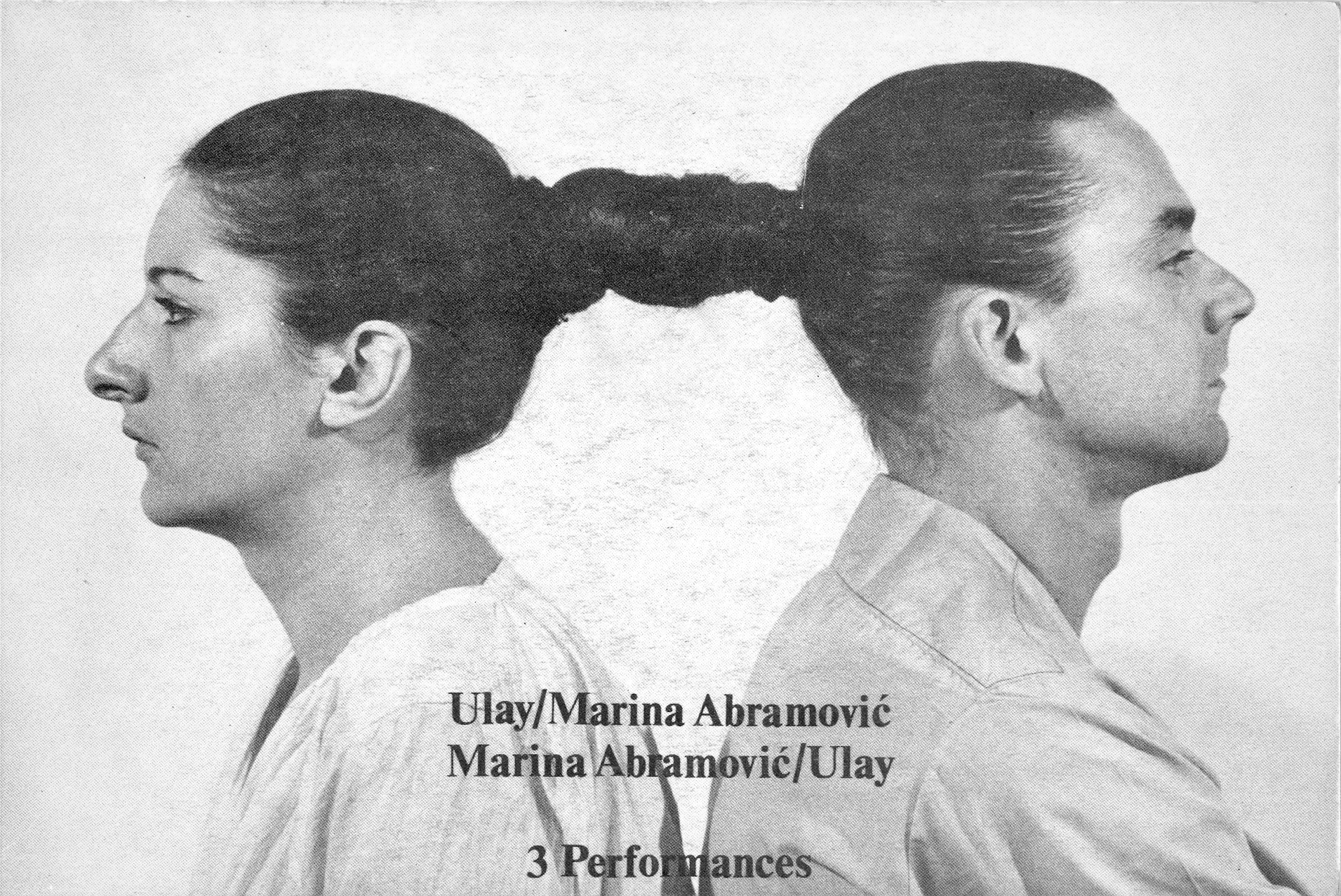
Marina Abramović e Uwe Laysiepen 1978

Em 1976, Laysiepen conheceu a artista sérvia Marina Abramović, de quem recebeu o nome de Ulay. Eles começaram a viver e se apresentar juntos naquele ano. Quando Abramović e Ulay começaram sua colaboração, os principais conceitos que eles exploraram foram o ego e a identidade artística. Eles criaram "trabalhos de relação" caracterizados por movimento constante, mudança, processo e "arte vital". Este foi o começo de uma década de trabalho colaborativo influente. Cada artista estava interessado nas tradições de sua herança cultural e no desejo individual de ritual. Consequentemente, eles decidiram formar um ser coletivo chamado "O Outro", e falaram de si mesmos como partes de um "corpo de duas cabeças". Eles se vestiram e se comportaram como gêmeos e criaram um relacionamento de total confiança. Ao definirem essa identidade fantasma, suas identidades individuais se tornaram menos acessíveis. Em uma análise das identidades artísticas fantasmas, Charles Green observou que isso permitia uma compreensão mais profunda do artista como intérprete, pois revelava uma maneira de "disponibilizar o auto artístico disponível para o auto-escrutínio".
O trabalho de Abramović e Ulay testou os limites físicos do corpo e explorou princípios masculinos e femininos, energia psíquica, meditação transcendental e comunicação não verbal. Enquanto alguns críticos exploraram a ideia de um estado hermafrodítico de ser como uma declaração feminista, a própria Abramović nega considerar isso como um conceito consciente. Seus estudos corporais, ela insiste, sempre se preocuparam principalmente com o corpo como unidade de um indivíduo, uma tendência que ela atribui ao passado militar de seus pais. Abramović / Ulay exploraram estados extremos de consciência e sua relação com o espaço arquitetônico. Eles criaram uma série de trabalhos em que seus corpos criaram espaços adicionais para a interação do público. Ao discutir essa fase de sua história da performance, ela disse: "O principal problema desse relacionamento era o que fazer com os egos dos dois artistas. Eu tive que descobrir como colocar meu ego para baixo, como ele, para criar algo como um estado hermafrodítico de ser que chamamos de eu da morte".
- Em Relation in Space (1976), eles se encontraram repetidamente por uma hora - misturando energia masculina e feminina no terceiro componente chamado "esse eu".[3]
- Relation in Movement (1977) teve o par dirigindo seu carro dentro de um museu por 365 voltas; um líquido preto escorria do carro, formando uma espécie de escultura, cada volta representando um ano. (Após 365 voltas, a ideia era que eles entrassem no Novo Milênio).
- Em Relation in Time (1977), sentaram-se de costas, amarradas pelos rabos de cavalo por dezesseis horas. Eles então permitiram que o público entrasse na sala para ver se eles poderiam usar a energia do público para aumentar ainda mais seus limites.[8]
- Para criar Breathing In / Breathing Out, os dois artistas criaram uma peça na qual conectavam a boca e inspiravam um ao outro a respiração exalada até consumirem todo o oxigênio disponível. Dezessete minutos após o início da apresentação, ambos caíram no chão inconscientes, com os pulmões cheios de dióxido de carbono. Esta peça pessoal explorou a ideia da capacidade de um indivíduo de absorver a vida de outra pessoa, trocando-a e destruindo-a.
- Em Imponderabilia (1977, reencenado em 2010), dois artistas, ambos completamente nus, estão em uma porta. O público deve se espremer entre eles para passar e, ao fazê-lo, escolher qual deles enfrentar.
- Em AAA-AAA (1978), os dois artistas ficaram em frente um do outro e emitiram sons longos com a boca aberta. Eles gradualmente se aproximaram cada vez mais, até que finalmente gritaram diretamente na boca um do outro. Esta peça demonstrou seu interesse em resistência e duração.
- Em 1980, eles apresentaram Rest Energy, em uma exposição de arte em Dublin, onde ambos se equilibravam em lados opostos de um arco e flecha desenhados, com a flecha apontada para o coração de Abramović. Com quase nenhum esforço, Ulay poderia facilmente matar Abramović com um dedo. Isso parece simbolizar o domínio dos homens e que tipo de vantagem eles têm na sociedade sobre as mulheres. Além disso, a alça do arco é segurada por Abramović e apontada para si mesma. A alça do arco é a parte mais significativa de um arco. Esta seria uma peça totalmente diferente se fosse um Ulay apontando um arco para um Abramović, mas ao fazê-lo segurar o arco, é quase como se ela o estivesse apoiando enquanto tirava a própria vida.[9]

Entre 1981 e 1987, a dupla realizou Nightsea Crossing em vinte e duas apresentações. Eles se sentaram silenciosamente em frente um do outro em cadeiras durante sete horas por dia.
Em 1988, após vários anos de relações tensas, Abramović e Ulay decidiram fazer uma jornada espiritual que terminaria o relacionamento. Cada um deles caminhou pela Grande Muralha da China, em uma peça chamada Amantes, começando pelos dois extremos opostos e se encontrando no meio. Como Abramović descreveu: "Essa caminhada se tornou um drama pessoal completo. Ulay partiu do deserto de Gobi e eu do mar amarelo. Depois que cada um de nós andou 2500   km, nos encontramos no meio e nos despedimos". Ela disse que concebeu essa caminhada em um sonho, e isso proporcionou o que ela considerava um final romântico apropriado para um relacionamento cheio de misticismo, energia e atração. Mais tarde, ela descreveu o processo: "Precisávamos de uma certa forma de finalização, após essa enorme distância caminhando um em direção ao outro. Isso é muito humano. É, de certa forma, mais dramático, mais como um final de filme ... Porque no final, você está realmente sozinho, faça o que fizer". Ela relatou que durante a caminhada estava reinterpretando sua conexão com o mundo físico e a natureza. Ela sentiu que os metais no solo influenciavam seu humor e estado de ser; ela também ponderou sobre os mitos chineses nos quais a Grande Muralha foi descrita como um "dragão de energia". O casal levou oito anos para obter permissão do governo chinês para realizar o trabalho, quando o relacionamento deles havia se dissolvido completamente.
Na retrospectiva do MoMA de 2010, Abramović apresentou The Artist Is Present, no qual compartilhou um período de silêncio com cada estranho que estava sentado à sua frente. Embora "eles se conhecessem e tenham conversaram na manhã da abertura", Abramović teve uma reação profundamente emocional a Ulay quando ele chegou à apresentação dela, estendendo a mão para ele do outro lado da mesa entre eles; o vídeo do evento se tornou viral.
Em novembro de 2015, Ulay levou Abramović ao tribunal, alegando que lhe havia pago royalties insuficientes, de acordo com os termos de um contrato de 1999 que cobre as vendas de suas obras conjuntas. Em setembro de 2016, um tribunal holandês ordenou que Abramović pagasse 250.000 € ao ex-co-criador e amante Ulay como sua parcela das vendas de colaborações artísticas em seus trabalhos conjuntos. Em sua decisão, o tribunal de Amsterdã concluiu que Ulay tinha direito a royalties de 20% líquidos sobre as vendas de suas obras, conforme especificado no contrato original de 1999, e ordenou que Abramović retrocedesse royalties de mais de € 250.000, além de mais 23.000 € em custas judiciais. Além disso, recebeu ordem de fornecer credenciamento completo para trabalhos conjuntos listados por "Ulay / Abramović", que abrangem o período de 1976 a 1980, e "Abramović / Ulay", para os de 1981 a 1988.

## Trabalhos posteriores
Ulay experimentou extensivamente incorporar a participação do público em sua arte performática. Suas instalações Can’t Beat the Feeling: Long Playing Record (1991–1992) (não podem superar o sentimento: recorde de longa duração em português) e Bread and Butter (1993) foram críticas da expansão da União Europeia. Na série Berlin Afterimages - EU Flags, ele explorou o fenômeno das imagens posteriores da retina para representar imagens invertidas das bandeiras dos países membros da UE. Produziu a ilusão: um evento sobre arte e psiquiatria (2002) nas terras do instituto psiquiátrico de Vincent van Gogh em Venray, os Países Baixos. Outros projetos que incorporaram a participação do público incluem Retratos de Luxemburgo e um monumento para o futuro.      
Renderizar a realidade com a maior precisão possível foi o foco de Cursive and Radicals (2000), Johnny – The Ontological in the Photographic Image (2004), e WE Emerge (2004), o último realizado em colaboração com o centro de arte AoRTa em Chișinău, República da Moldávia.  

## Vida pessoal
Em 1976, Ulay iniciou um relacionamento com Marina Abramović, com quem colaborou em várias obras de arte performática. O casal expressou seu compromisso em seu manifesto Obras de relacionamento (1976–1988): "Art Vital: Nenhum local fixo, movimento permanente, contato direto, relação local, auto-seleção, limitações de passagem, correr riscos, energia móvel." Eles se separaram em 1988, através de uma performance intitulada The Lovers. Partindo de lados opostos da Grande Muralha da China, eles caminharam um em direção ao outro e se despediram depois de se encontrarem no meio.
Em 2013, o diretor Damjan Kozole lançou o documentário Projeto Cancer: Ulay de novembro a novembro sobre a vida, obra e diagnóstico de câncer do artista em 2011. O filme segue os tratamentos de Ulay, reuniões com amigos e viagens, bem como sua prática contínua. Ele se recuperou do câncer linfático em 2014.
Ele morreu em 2 de março de 2020 em Ljubljana, Eslovênia, com 76 anos, por complicações decorrentes do câncer.

## Prêmios e prêmios
- 1984: Prêmio de Vídeo de São Sebastião
- 1985: Prêmio Lucano de Vídeo
- 1986: Prêmio Polaroid Video
- 1986: Video Award - Kulturkreis im Verband der Deutschen Industrie